# Стрільба на літніх Олімпійських іграх 2016
Змагання зі стрільби на літніх Олімпійських іграх 2016 відбулись з 6 по 14 серпня 2016 року у Національному стрілецькому центрі Ріо. У змаганнях взяли участь 390 стрільців, які розіграли 15 комплектів нагород.

## Формат
У січні 2013 року міжнародна федерація спортивної стрільби прийняла нові правила проведення змагань на 2013 — 2016 роки, які, зокрема, змінили порядок проведення фіналів. У багатьох дисциплінах спортсмени, які пройшли до фіналу, тепер починають вирішальний раунд без очок, набраних в кваліфікації, а фінал проходить з вибуванням. Також у фіналах після кожного раунду стрільби з подальшої боротьби вибуває спортсмен з найменшою кількістю очок. У швидкісному пістолеті вирішальні поєдинки проходять по системі потрапив-промах. У стендовій стрільбі додався півфінальний раунд, де визначаються по два учасники фінального матчу і поєдинку за третє місце.

## Розклад змагань
| Q | Кваліфікація | F | Фінал |

| Подія↓/Дата →                            | Суб 6 | Суб 6 | Нед 7 | Нед 7 | Пон 8 | Пон 8 | Вів 9 | Вів 9 | Сер 10 | Сер 10 | Чет 11 | Чет 11 | П'ят 12 | П'ят 12 | Суб 13 | Суб 13 | Нед 14 | Нед 14 |
| ---------------------------------------- | ----- | ----- | ----- | ----- | ----- | ----- | ----- | ----- | ------ | ------ | ------ | ------ | ------- | ------- | ------ | ------ | ------ | ------ |
| Гвинтівка                                |       |       |       |       |       |       |       |       |        |        |        |        |         |         |        |        |        |        |
| Чоловіки 10 м пневматична гвинтівка      |       |       |       |       | Q     | F     |       |       |        |        |        |        |         |         |        |        |        |        |
| Чоловіки 50 м гвинтівка лежачи           |       |       |       |       |       |       |       |       |        |        |        |        | Q       | F       |        |        |        |        |
| Чоловіки 50 м гвинтівка з трьох положень |       |       |       |       |       |       |       |       |        |        |        |        |         |         |        |        | Q      | F      |
| Жінки 10 м пневматична гвинтівка         | Q     | F     |       |       |       |       |       |       |        |        |        |        |         |         |        |        |        |        |
| Жінки 50 м гвинтівка з трьох положень    |       |       |       |       |       |       |       |       |        |        | Q      | F      |         |         |        |        |        |        |
| Пістолет                                 |       |       |       |       |       |       |       |       |        |        |        |        |         |         |        |        |        |        |
| Чоловіки 10 м пневматичний пістолет      | Q     | F     |       |       |       |       |       |       |        |        |        |        |         |         |        |        |        |        |
| Чоловіки 25 м швидкісний пістолет        |       |       |       |       |       |       |       |       |        |        |        |        | Q       | Q       | Q      | F      |        |        |
| Чоловіки 50 м пістолет                   |       |       |       |       |       |       |       |       | Q      | F      |        |        |         |         |        |        |        |        |
| Жінки 10 м пневматичний пістолет         |       |       | Q     | F     |       |       |       |       |        |        |        |        |         |         |        |        |        |        |
| Жінки 25 м пістолет                      |       |       |       |       |       |       | Q     | F     |        |        |        |        |         |         |        |        |        |        |
| Стенд                                    |       |       |       |       |       |       |       |       |        |        |        |        |         |         |        |        |        |        |
| Чоловічий трап                           |       |       | Q     | Q     | Q     | F     |       |       |        |        |        |        |         |         |        |        |        |        |
| Чоловічий дубль-трап                     |       |       |       |       |       |       |       |       | Q      | F      |        |        |         |         |        |        |        |        |
| Чоловічий скит                           |       |       |       |       |       |       |       |       |        |        |        |        | Q       | Q       | Q      | F      |        |        |
| Жіночий трап                             |       |       | Q     | F     |       |       |       |       |        |        |        |        |         |         |        |        |        |        |
| Жіночий скит                             |       |       |       |       |       |       |       |       |        |        |        |        | Q       | F       |        |        |        |        |

## Медалі

### Загальний залік
| Місце  | Країна                | Золото | Срібло | Бронза | Загалом |
| ------ | --------------------- | ------ | ------ | ------ | ------- |
| 1      | Італія (ITA)          | 4      | 3      | 0      | 7       |
| 2      | Німеччина (GER)       | 3      | 1      | 0      | 4       |
| 3      | Китай (CHN)           | 1      | 2      | 4      | 7       |
| 4      | В'єтнам (VIE)         | 1      | 1      | 0      | 2       |
| 5      | Південна Корея (KOR)  | 1      | 1      | 0      | 2       |
| 6      | США (USA)             | 1      | 0      | 2      | 3       |
| 7      | Греція (GRE)          | 1      | 0      | 1      | 2       |
| 8      | Незалежні атлети      | 1      | 0      | 1      | 2       |
| 9      | Австралія (AUS)       | 1      | 0      | 0      | 1       |
| 10     | Хорватія (CRO)        | 1      | 0      | 0      | 1       |
| 11     | Росія (RUS)           | 0      | 2      | 2      | 4       |
| 12     | Франція (FRA)         | 0      | 1      | 1      | 2       |
| 13     | Бразилія (BRA)        | 0      | 1      | 0      | 1       |
| 14     | Нова Зеландія (NZL)   | 0      | 1      | 0      | 1       |
| 15     | Україна (UKR)         | 0      | 1      | 0      | 1       |
| 16     | Швеція (SWE)          | 0      | 1      | 0      | 1       |
| 17     | Велика Британія (GBR) | 0      | 0      | 2      | 2       |
| 18     | Північна Корея (PRK)  | 0      | 0      | 1      | 1       |
| 19     | Швейцарія (SUI)       | 0      | 0      | 1      | 1       |
| Всього | Всього                | 15     | 15     | 15     | 45      |

## Медалісти

### Чоловіки
| Дисципліна                                          | Золото                               | Срібло                        | Бронза                                |
| --------------------------------------------------- | ------------------------------------ | ----------------------------- | ------------------------------------- |
| Пневматичний пістолет, 10 метрів                    | Хоанг Суан Він · В'єтнам             | Феліпе Алмейда Ву · Бразилія  | Пан Вей · Китай                       |
| Швидкісний пістолет, 25 метрів                      | Крістіан Райц · Німеччина            | Жан Кікампуа · Франція        | Лі Юехун · Китай                      |
| Пістолет, 50 метрів                                 | Чин Чон О · Південна Корея           | Хоанг Суан Вінь · В'єтнам     | Кім Сон Гук · КНДР                    |
| Пневматична гвинтівка, 10 метрів                    | Нікколо Кампріані · Італія OR        | Сергій Куліш · Україна        | Володимир Масленніков · Росія         |
| Дрібнокаліберна гвинтівка, 50 метрів, лежачи        | Генрі Юнгхенель · Німеччина OR       | Кім Чон Хьон · Південна Корея | Кирило Григорян · Росія               |
| Дрібнокаліберна гвинтівка, 50 метрів, три положення | Нікколо Кампріані · Італія           | Сергій Каменський · Росія     | Алексіс Рейно · Франція               |
| Трап                                                | Йосип Гласнович · Хорватія           | Джованні Пелльєло · Італія    | Едвард Лінг · Велика Британія         |
| Дубль-трап                                          | Фехаїд Аль-Діхані · Незалежні атлети | Марко Інноченті · Італія      | Стівен Скотт · Велика Британія        |
| Скит                                                | Габріеле Россетті · Італія           | Маркус Свенссон · Швеція      | Абдулла Аль-Рашиді · Незалежні атлети |

### Жінки
| Дисципліна                                          | Золото                       | Срібло                       | Бронза                            |
| --------------------------------------------------- | ---------------------------- | ---------------------------- | --------------------------------- |
| Пневматичний пістолет, 10 метрів                    | Чжан Менсюе · Китай (ОР)     | Віталіна Бацарашкіна · Росія | Анна Коракакі · Греція            |
| Пневматична гвинтівка, 10 метрів                    | Вірджинія Трешер · США       | Ду Лі · Китай                | І Силін · Китай                   |
| Пістолет, 25 метрів                                 | Анна Коракакі · Греція       | Моніка Карш · Німеччина      | Хейді Дітхельм Гербер · Швейцарія |
| Дрібнокаліберна гвинтівка, 50 метрів, три положення | Барбара Енгледер · Німеччина | Чжан Біньбінь · Китай        | Ду Лі · Китай                     |
| Трап                                                | Кетрін Скіннер · Австралія   | Наталі Руні · Нова Зеландія  | Корі Когделл · США                |
| Скит                                                | Діана Бакосі · Італія        | К'яра Кайнеро · Італія       | Кімберлі Род · США                |